# Mühlentor (Templin)

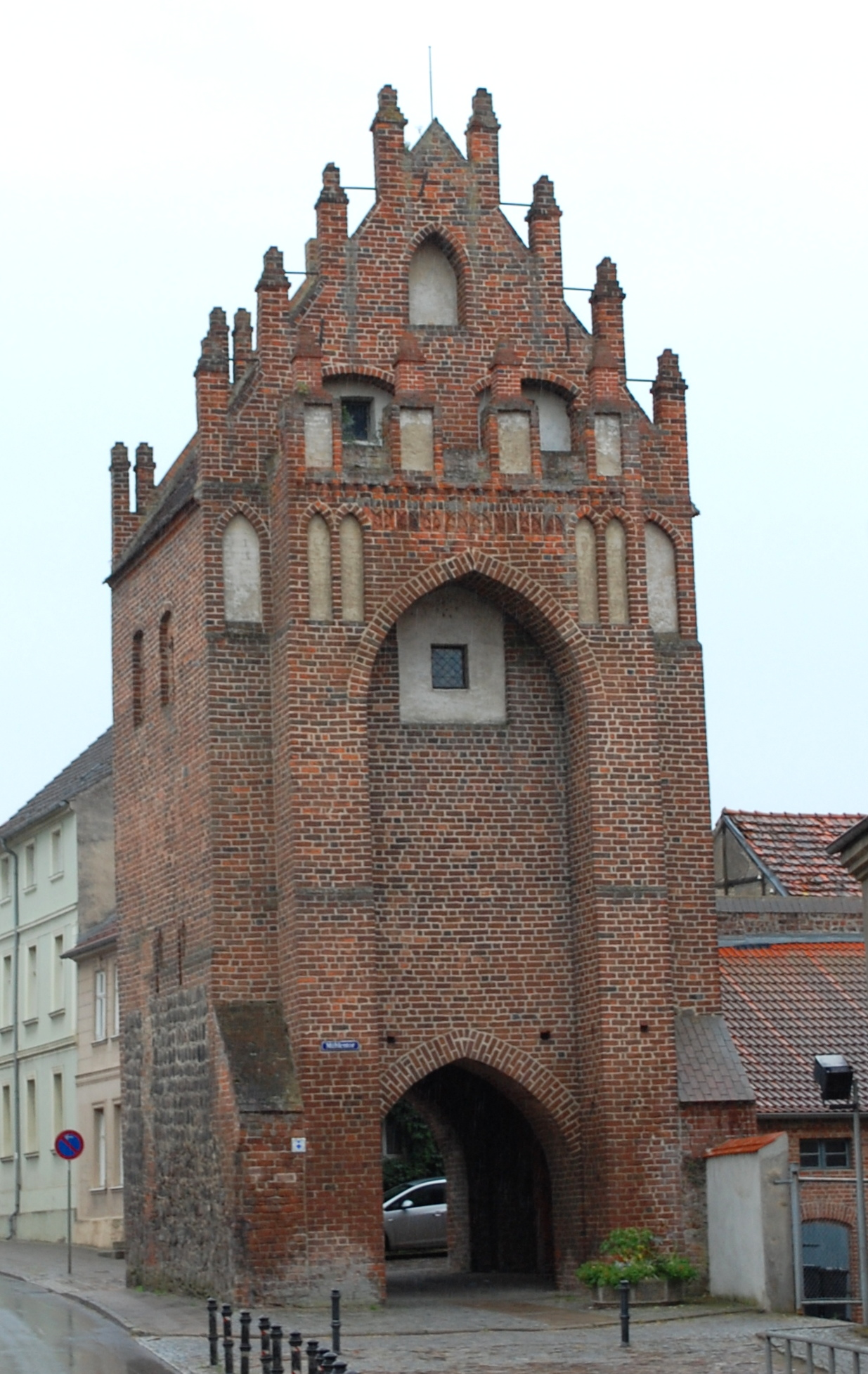
Mühlentor

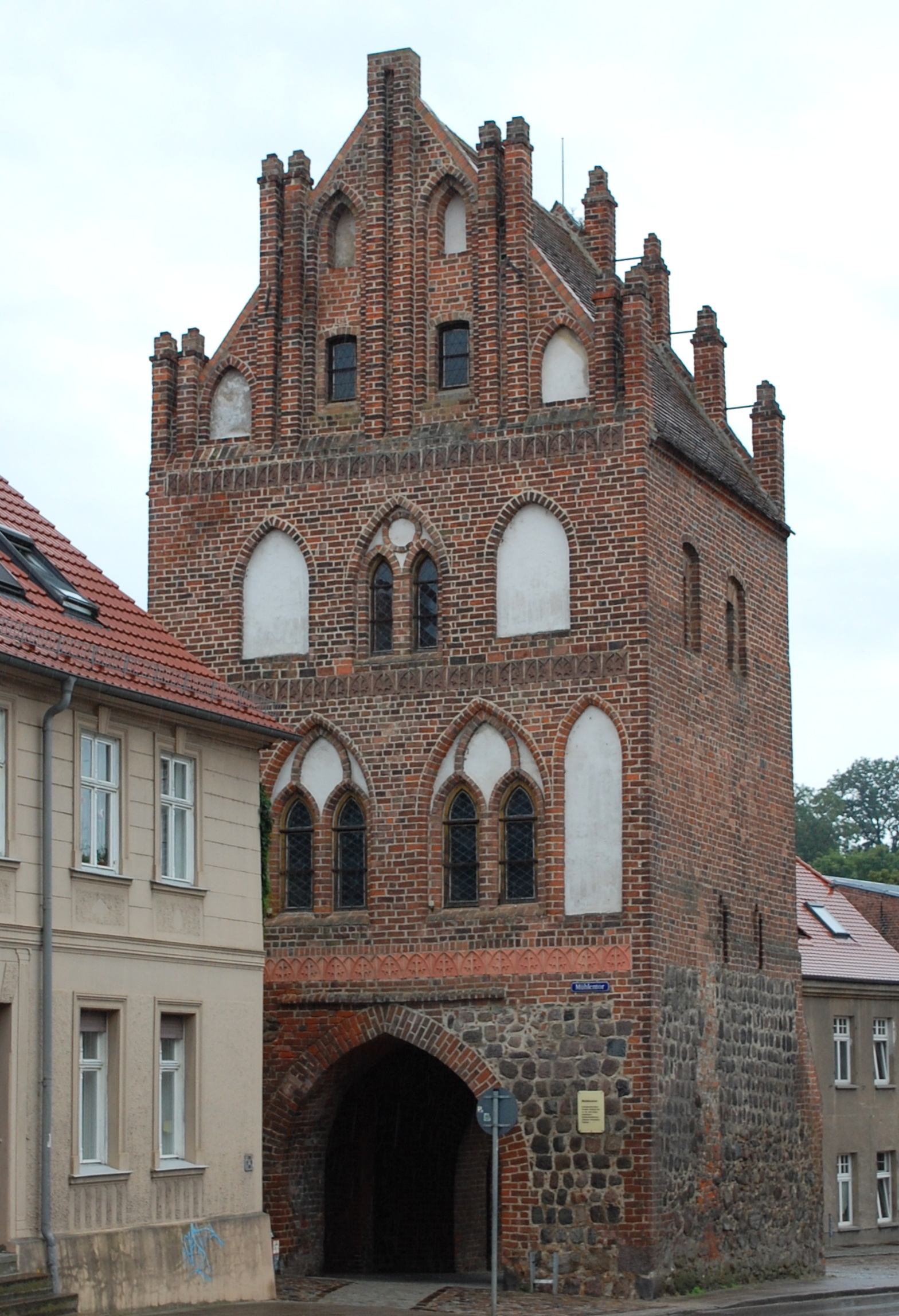
Stadtseite

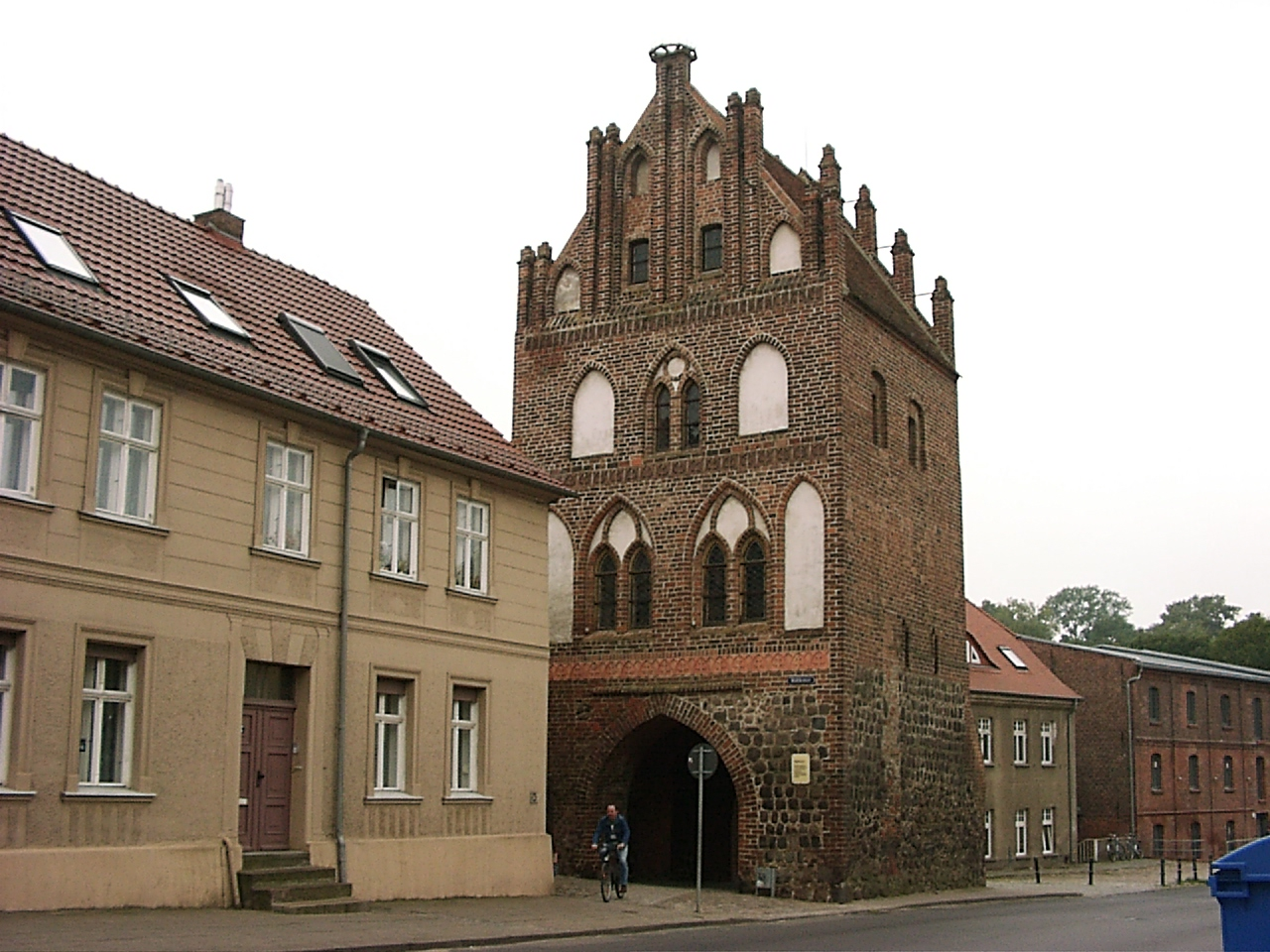
Straßenzug mit Mühlentor

Das Mühlentor, auch als Lychener Tor bezeichnet, ist ein Tor der denkmalgeschützten Stadtbefestigung von Templin in Brandenburg.

## Lage
Es befindet sich im westlichen Teil der Templiner Altstadt, am Beginn der in Richtung Lychen führenden Straße.

## Architektur und Geschichte
Das Tor gilt als das älteste der drei Tore der Templiner Stadtbefestigung und ist zugleich das kleinste. Es entstand in der Zeit der Gotik in der ersten Hälfte des 14. Jahrhunderts. Ein aus Feldsteinen erbauter Vorgängerbau wurde in den heutigen Bau integriert. Der Torturm ist dreigeschossig und verfügt über einen quadratischen Grundriss. Die Tordurchfahrt ist als Spitzbogen gestaltet. Auf der der Stadt zugewandten Seite befinden sich Spitzbogenblenden, in denen zum Teil Fenster angeordnet sind. Mittels gebrannter Tonplatten sind dazwischen drei Palmettenfriese angeordnet, die die Geschosse voneinander trennen. Sie gelten als Hinweis auf einen Zusammenhang mit der Bautradition der Zisterzienser und dem Kloster Chorin. Der Turmgiebel ist mit Fialen und schmalen Spitzbogenblenden versehen. Auf der Feldseite befinden sich kräftige Vorlagen, die der Aufnahme des Fallgitters dienten. Sie werden oben, unterhalb des Giebels, in Form eines Spitzbogens zusammengeführt. Darüber befindet sich eine mit Zinnen versehene, ursprünglich der Verteidigung dienende Plattform.
Der Name Mühlentor ergibt sich aus der Tatsache, dass bereits seit der Gründung Templins im Bereich des Vortors Mühlenanlagen bestanden. Eine letzte Getreidemühle wurde dort noch bis 1990 betrieben.
Die Räumlichkeiten des Mühlentors wurden zuletzt über längere Zeit von Volkskunstzirkeln genutzt, die sich mit der Gestaltung von Textilien und Schnitzereien beschäftigten. Derzeit (Stand 2016) sind die Räume jedoch ungenutzt.